# Маяк у Ріміні
Маяк у Ріміні (італ. Faro di Rimini) — діючий маяк, розташований на вулиці Віа Дестра дель Порто (італ. Via Destra del Porto) у східній частині гавані Ріміні на Адріатичному морі.

## Історія
Перший маяк спроєктував архітектор Луїджі Ванвітеллі в 1733 році на замовлення папи Климента XII, але спорудження вежі було завершено в 1745 році Джованні Франческо Буонамічі. 1911 року управління маяка звернулося до керівництва Королівського військово-морського флоту, аби збільшити вежу на 9 метрів та електрифікувати ліхтар.
Частково зруйнований бомбардуваннями під час Другої світової війни, маяк був перебудований у 1946 році.

## Опис
Сучасний маяк являє собою чотирикутну білу вежу заввишки 27 метрів з галереєю й сірим металевим ліхтарем та двоповерховий цегляний будинок доглядача. Ліхтар випромінює три білих спалахи кожні 12 секунд. Дальність складає 15 морських миль (близько 28 кілометрів) для основного світла та 11 морських миль (близько 20 кілометрів) у режимі очікування.
Маяк повністю автоматизований та експлуатується Військово-морськими силами Італії (італ. Marina Militare) з ідентифікаційним кодом 4005 E.F.